# Zhaire Smith
Zhaire Jahi-ihmi Smith (nascido em 4 de junho de 1999) é um jogador profissional de basquete que joga no Memphis Hustle da NBA G League (NBA).
Ele jogou basquete universitário em Universidade de Tecnologia do Texas e foi selecionado pelo Phoenix Suns como a 16° escolha geral no Draft de 2018.

## Carreira na escola secundária
Smith frequentou a Lakeview Centennial High School, onde ele foi treinado por J. T. Locklear. Ele teve médias de 20,1 pontos, 6.6 rebotes e 3.0 assistências por jogo em seu último ano. Smith ganhou o prêmio de MVP do Distrito 10-6A.
Saindo da escola, Smith foi um recruta de três estrelas e escolheu ir para Universidade de Tecnologia do Texas rejeitando as propostas de Arkansas, Georgia Tech, Universidade Estadual do Kansas, Memphis, Oregon e Texas.

## Carreira na faculdade
Em sua temporada de calouro na Universidade de Tecnologia do Texas, ele teve uma média de 11.3 pontos e cinco rebotes por jogo, sendo nomeado para a Equipe Defensiva da Big-12.
Ao lado de Keenan Evans, Smith levou a equipe para a fase Elite Oito do Torneio da NCAA, onde perdeu para o eventual campeão, Villanova. Ele flertou com um triplo-duplo fazendo 18 pontos, 9 rebotes e 7 assistências em uma vitória por 69-66 na Rodada 32 do Torneio da NCAA contra Flórida.
Durante a temporada, ele se declarou para o Draft de 2018. No final de abril, foi anunciado que Smith assinou com a Roc Nation Esportes.

## Carreira profissional

### Philadelphia 76ers (2018 – presente)
Em 21 de junho de 2018, Smith foi selecionado pelo Phoenix Suns com a 16° escolha geral no Draft de 2018, mas foi negociado imediatamente para o Philadelphia 76ers em troca de Mikal Bridges. Em 2 de julho, ele assinou um contrato com os 76ers.
Em 6 de agosto, ele fraturou o pé e precisou passar por uma cirurgia. Em 10 de agosto de 2018, a cirurgia para reparar uma fratura aguda do quinto metatarsal no pé esquerdo de Smith foi bem-sucedida. Um mês depois, em setembro, Smith passou por uma toracoscopia devido a uma reação alérgica relacionada à ingestão de gergelim, o que causou mais problemas em seu caminho para a recuperação.
Enquanto o gerente geral Elton Brand expressava dúvidas de que ele seria capaz de jogar pelos 76ers na temporada regular, Smith fez sua estreia no Delaware Blue Coats na G-League em 1 de março de 2019 contra o Maine Red Claws. Ele obteve médias de 7,2 pontos, 3,0 rebotes e 1,5 assistências em 11 jogos da G-League.
Smith fez sua estreia na NBA em 25 de março de 2019 em uma derrota de 119-98 para o Orlando Magic, registrando três pontos, um roubo de bola e um rebote em cinco minutos e meio de jogo. Em sua temporada de estreia, Smith teve médias de 6,7 pontos, 2,2 rebotes, 1,7 assistências e 18,5 minutos jogados em seis jogos. Smith também jogou em dois jogos durante os playoffs, embora tenha tido uma produção limitada em ambos os jogos.

## Vida pessoal
O pai de Smith, Billy Smith, jogou basquete universitário na Universidade Estadual do Kansas. Ele está em uma cadeira de rodas desde 2013, após a cirurgia, para consertar uma hérnia de disco.
Smith tem alergia ao amendoim, assim como uma alergia ao óleo de semente de gergelim e ao gergelim.

## Estatísticas

### NBA

#### Temporada regular
| Ano      | Time         | PJ | MPJ  | AP   | 3P   | LL   | RT  | AS  | BR | TO | PPJ |
| -------- | ------------ | -- | ---- | ---- | ---- | ---- | --- | --- | -- | -- | --- |
| 2018–19  | Philadelphia | 6  | 18.5 | .412 | .375 | .750 | 2.2 | 1.7 | .3 | .3 | 6.7 |
| Carreira | Carreira     | 6  | 18.5 | .412 | .375 | .750 | 2.2 | 1.7 | .3 | .3 | 6.7 |

#### Playoffs
| Ano      | Time         | PJ | MPJ | AP | 3P | LL | RT | AS | BR | TO | PPJ |
| -------- | ------------ | -- | --- | -- | -- | -- | -- | -- | -- | -- | --- |
| 2019     | Philadelphia | 2  | 2.5 | -  | -  | -  | .0 | .0 | .5 | .0 | .0  |
| Carreira | Carreira     | 2  | 2.5 | -  | -  | -  | .0 | .0 | .5 | .0 | .0  |

### Universidade
| Year    | Team       | PJ | MPJ  | AP   | 3P   | LL   | RT  | AS  | BR  | TO  | PPJ  |
| ------- | ---------- | -- | ---- | ---- | ---- | ---- | --- | --- | --- | --- | ---- |
| 2017–18 | Texas Tech | 37 | 28.4 | .556 | .450 | .717 | 5.0 | 1.8 | 1.1 | 1.1 | 11.3 |

Fonte: